# Xã Berlin, Quận Sheridan, Bắc Dakota
Xã Berlin (tiếng Anh: Berlin Township) là một xã thuộc quận Sheridan, tiểu bang Bắc Dakota, Hoa Kỳ. Năm 2010, dân số của xã này là 42 người.